# E형 간염바이러스
E형 간염바이러스(hepatitis E virus, HEV), 또는 국제종명 오르토헤페바이러스 A(Orthohepevirus A)는 간염의 일종인 E형 간염을 일으키는 바이러스다. 국제적으로 유행하는 E형 간염의 경우 이 바이러스의 유전자형 1형과 2형이 주 원인인데, 이 두 유전형으로만 매년 2,000만명의 사람이 감염되어 그중 7만명이 사망하고, 3천명의 사산아가 발생한다.
바이러스 입자는 1983년에 처음 발견되었으나 실험실에서 처음 복제된 것은 1989년이다.

## 유전체와단백체
총 8개의 유전자형이 존재하며 유전자형 1은 아시아에서, 2는 아프리카와 멕시코에서, 3은 유럽과 북아메리카에서, 4는 아시아에서, 5와 6은 아시아의 멧돼지에서, 7과 8은 낙타에서 주로 발견된다.

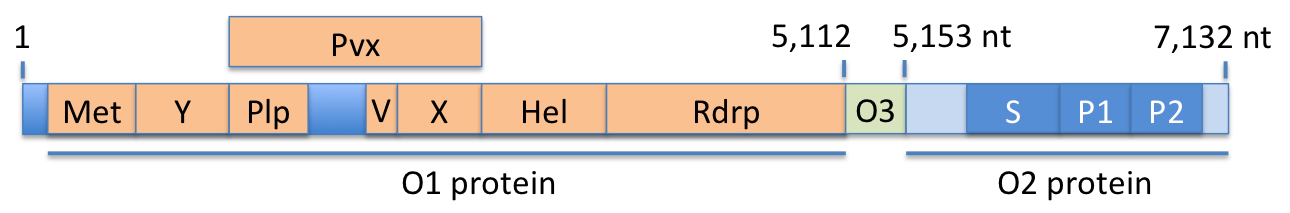
O1, O2, O3의 세 가지 오픈 리딩 프레임과 각각이 암호화하는 단백질이 나타나 있다.

양성 단일가닥 RNA를 유전체로 가지며, 7200개의 염기로 이루어져있다. 세 개의 오픈 리딩 프레임(ORF1, ORF2, ORF3)이 존재하여 각각 O1, O2, O3 단백질을 암호화한다. 이 중 O1과 O2는 폴리단백질이며, 번역된 이후 쪼개져 서로 다른 기능을 수행하는 여러 종류의 단백질로 나뉜다. O1, O2, O3는 각각 다음의 단백질들로 나뉜다. 각 단백질의 유전자 배치에 대해서는 오른쪽 그림을 참고하라.
- O1 - 7개의 단백질로 쪼개지는데 각각 메틸전이효소(Met), Y-domain(Y), 파파인 유사 단백질분해효소(Plp), 프롤린 풍부 가변영역(V), X-domain(X), 헬리케이스(Hel), 그리고 RNA 의존성 RNA 중합효소(Rdrp)이다. Plp, V, X 도메인을 합쳐서 Pvx 도메인이라 부르기도 한다.
- O2 - 캡시드를 암호화하며, 이 캡시드는 다시 껍질 도메인(S), 두 개의 돌출 도메인(P1, P2)으로 나뉜다. 숫자는 RNA 서열 위치를 의미한다.
- O3 - O3 단백질을 암호화한다. 폴리단백질이 아니므로 단 하나의 단백질만 암호화한다.

### 상호작용체
단백질간 상호작용 네트워크가 2015년에 제작되었다. 10 종류의 단백질 사이에 상호작용하는 경우의 수가 총 24개임을 보였는데, 그 중 대부분이 "높은 품질(high quality)"을 가진다고 보고했다.

## 구조
바이러스 입자는 27에서 34nm 사이의 직경을 가지며, 외피를 가지고 있지 않다.

## 분류학
과거에는 칼리시바이러스과로 분류되었으나, 이후 유전체 연구를 통해 풍진바이러스와 유사함이 밝혀졌다. 따라서 지금은 헤페바이러스과의 오르토헤페바이러스속으로 분류한다.

## 진화
현존하는 HEV는 모두 536년에서 1344년 전쯤에 분기된 것으로 보인다. 그러나 일부 연구에서는 대략 6000년 전에 돼지를 사육하면서 분기되었다는 분석을 하기도 한다. 어느 순간 인간을 주 숙주로 삼는(anthropotropic) 무리와 동물에서 지역 유행병처럼 나타나는(enzootic) 무리의 두 계통군이 분기되었고, 각각 유전자형 1, 2와 3, 4로 진화되었다.
지난 100년간 유전자형 1, 3, 4가 폭발적으로 전파되었으나, 유전자형 2는 그렇지 못하여서 현재에도 잘 검출되지 않는다.

## 같이 보기
- A형 간염
- B형 간염 (B형 간염 바이러스)
- C형 간염 (C형 간염 바이러스)
- D형 간염
- E형 간염